# Qanbar Bāghī
Qanbar Bāghī (persiska: قنبر باغی) är en ort i Iran.   Den ligger i provinsen Nordkhorasan, i den nordöstra delen av landet, 600 km öster om huvudstaden Teheran. Qanbar Bāghī ligger 1 553 meter över havet och antalet invånare är 817.
Terrängen runt Qanbar Bāghī är huvudsakligen kuperad, men åt sydost är den platt. Runt Qanbar Bāghī är det ganska glesbefolkat, med 35 invånare per kvadratkilometer. Qanbar Bāghī är det största samhället i trakten. Omgivningarna runt Qanbar Bāghī är i huvudsak ett öppet busklandskap.